# Городище (Колодищанский сельсовет)
Городище (бел. Гарадзі́шча) — посёлок в Колодищанском сельсовете Минского района Минской области Беларуси.
Численность населения — 847 жителей (на 1 января 2024 года).

## География
Расположен в 1,2 км от трассы М2.
Через посёлок проходит железная дорога в Оршанском направлении (Борисов, Орша, Москва). В пределах посёлка имеется железнодорожная станция «Городище». Регулярно ходят автобусы и маршрутные такси.

## Население

### Численность
- 2024 год — 414 хозяйств, 847 жителей[3]

### Динамика
- 2009 год — 1129 жителей (перепись)[4]
- 2014 год — 461 хозяйств, 1 137 человек[5]
- 2015 год — 455 хозяйств, 1111 человек
- 2016 год — 480 хозяйств, 1146 человек[6]
- 2017 год — 495 хозяйств, 1129 человек
- 2018 год — 408 хозяйств, 875 человек[7]
- 2019 год — 390 хозяйств, 812 человек[8] (перепись)
- 2020 год — 395 хозяйств, 833 человек
- 2021 год — 400 хозяйств, 830 человек[9]
- 2022 год — 405 хозяйств, 842 человек
- 2023 год — 412 хозяйств, 851 человек[10]
- 2024 год — 414 хозяйств, 847 жителей[3]

## Инфраструктура
Около посёлка находится ГУ «Республиканский научно-практический центр медицинской экспертизы и реабилитации».

## Культура
- Дом культуры